# El Caro
El Caro es una localidad tipo congregación del municipio de Huatabampo ubicada en el sur del estado mexicano de Sonora, en la zona del valle del río Mayo. Según los datos del Censo de Población y Vivienda realizado en 2010 por el Instituto Nacional de Estadística y Geografía (INEGI), El Caro tiene un total de 687 habitantes.

## Geografía
El Caro se sitúa en las coordenadas geográficas 26°57′7″ de latitud norte y 109°42′47″ de longitud oeste del meridiano de Greenwich, a una elevación de 12 metros sobre el nivel del mar, cerca del lugar fluye el río Mayo